# 선저우 14호

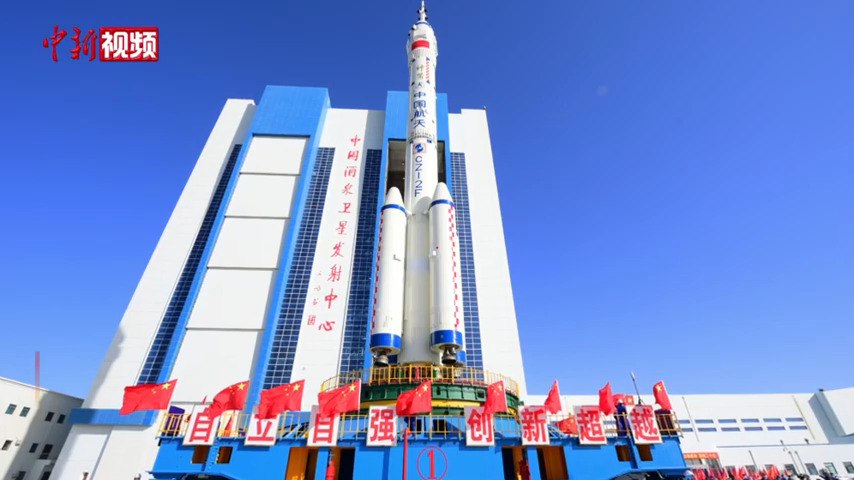
선저우 14호

선저우 14호(중국어: 神舟十四号)는 2022년 6월 5일 발사된 중국의 톈궁 우주정거장으로 향하는 우주비행선이었다. 이 우주선에는 PLAAC 우주비행사 3명이 탑승했다. 이번 임무는 중국의 9번째 유인 우주 비행이자 선저우 계획 전체의 14번째 비행이었다.

## 배경
선저우 14호는 톈궁 우주정거장으로 향하는 세 번째 우주비행이었으며, 계획된 기간은 6개월(180일)로 두 번째였다. 선저우 14호는 또한 선저우 15호가 도착한 후 선저우 14가 출발하고 후속 탐험에서도 동일한 작업이 수행되면서 톈궁이 영구적으로 거주하는 시작을 표시한다.
발사에 앞서 선저우 14호 우주선은 선저우 13호 승무원을 위한 구명정으로 필요한 경우 거의 준비 상태로 유지되었다.
선저우 14호의 승무원은 2022년 6월 4일에 발표되었다.

## 같이 보기
- 선저우 (우주선)
- 톈궁 우주정거장
- 톈저우 (우주선)